# ガール・ネクスト・ドア
『ガール・ネクスト・ドア』（原題: The Girl Next Door）は、2004年のアメリカ合衆国の映画。

## 概要
ルーク・グリーンフィールド監督、エリシャ・カスバート、エミール・ハーシュ主演の青春ロマンティック・コメディ映画。
日本では劇場未公開だが、主演のエリシャ・カスバートが『24 -TWENTY FOUR-』のキンバリー・バウアー（キム）役で有名になったことで日本語吹替版を収録したDVDとBlu-ray Discが発売（ビデオスルー）された。（アメリカではDVDが2種類（Unrated版=110分とR-Rated版=109分）、Blu-ray DiscはUnrated版を発売）
作中、実在するアメリカのポルノスターがカメオ出演している。

## あらすじ
勉強以外はパッとしない、卒業間近の真面目な男子高校生マシュー（エミール・ハーシュ）は、カンボジアの秀才であるサムヤンを高校に迎え入れる為の留学費用2万5千ドルを寄付で集め、自身もジョージタウン大学に合格するも、進学費用を工面するための奨学金選考に向けてスピーチ作りに焦っていた。殆どのクラスメイトがプロムで初体験を済ませるのに対してこれまで彼女がいない童貞。夢はアメリカ合衆国大統領。
ある日、マシューの隣家にコンバーチブルに乗った一見清純そうで魅力的なダニエル（エリシャ・カスバート）が引っ越してくる。彼女の着替えを偶然覗いたマシューは一目惚れし虜になるが、自由奔放で少しシリアスな彼女に振り回されていくうちに恋愛感情が芽生える。ある日、マシューの親友が入手したアダルトビデオ（AV）を観せられ、ダニエルはそれに出演していたかつての人気ポルノ女優アテナだったこと知る。その後、親友のアドバイスからマシューはダニエルとモーテルに入るが、ダニエルは軽率だと嫌悪の仲になる。明くる日、AVプロデューサーで恋人関係にあったケリー（ティモシー・オリファント）がダニエルの前に現れ、AV業界へ復帰させようとラスベガスのパーティーへ連れて行く。2人の後を追ったマシューはダニエルの説得に成功し、彼女は学ぶ意欲を抱き始める。
奨学金の選考を兼ねた夕食会の当日、嫉妬と逆恨みを持ったケリーはマシューにエクスタシーを飲ませ、マシューは気分が高揚し原稿通りのスピーチが出来ず選考に漏れてしまう。また、管理していたサムヤンの留学基金を顧問に成りすましたケリーが勝手に解約して持ち逃げした事も発覚する。その穴を埋めるべく、マシューはケリーのアイディアを盗用し、コンドームの装着法など性教育を題材とした斬新なアダルトビデオの企画をケリーのライバルのAVプロデューサーであるヒューゴ（ジェームズ・レマー）に持ちかけ、自分たちのプロムの最中に仲間達で撮影を敢行。商品化されたそのAVは世界中の学校で採用されて大ヒットとなり、それぞれの道へ歩み出す。
物語を通じてマシューは人間的に成長し、ダニエルは過去を捨てて生まれ変わろうとするのだった。

## キャスト
役名：役者（日本語吹替）
- ダニエル／アテナ［AV女優名］：エリシャ・カスバート（園崎未恵）
- マシュー：エミール・ハーシュ（松野太紀）
- ケリー：ティモシー・オリファント（咲野俊介）
- ヒューゴ：ジェームズ・レマー（金尾哲夫）
- エイプリル：アマンダ・スウィステン
- マシューの父親：ティモシー・ボトムズ
- イーライ：クリス・マークエット（岸尾だいすけ）
- クリッツ：ポール・ダノ（佐藤せつじ）
- サムヤン：ユリシーズ・リー（阪口周平）
- ハンター：ジェイコブ・ヤング（阪口周平）
- ケリー：オリヴィア・ワイルド

日本語吹替版その他：松永英晃、紗ゆり、長克巳、谷昌樹、園江治、田村聖子、小川一樹、小泉一郎太、藤本隆行、長嶝高士、高階俊嗣、重松朋、タルタエリ、伊藤亜矢子、細野雅世
日本語版制作スタッフ 演出：清水洋史、翻訳：鎌田郁子、調整：田中和成、制作：東北新社

## スタッフ
- 監督：ルーク・グリーンフィールド
- 製作：ハリー・ギテス、チャールズ・ゴードン、マーク・スターンバーグ
- 製作総指揮：アーノン・ミルチャン、ガイ・リーデル
- 脚本：スチュアート・ブラムバーグ
- 撮影：ジェイミー・アンダーソン
- 音楽：ポール・ハスリンジャー

## 挿入曲
- デヴィッド・ボウイ、クイーン 「アンダー・プレッシャー」
- エリオット・スミス 「Angeles」
- ザ・フー 「ババ・オライリィ」
- エコー&ザ・バニーメン 「The Killing Moon」
- ハリー・ニルソン 「ジャンプ・イントゥ・ザ・ファイアー」
- スローン 「If It Feels Good Do It」
- 2 アンリミテッド 「Twilight Zone」
- デヴィッド・グレイ 「This Years Love」
- オーバーシアー 「Slayed」
- Filter 「Take A Picture」